# Спорт в Мексике

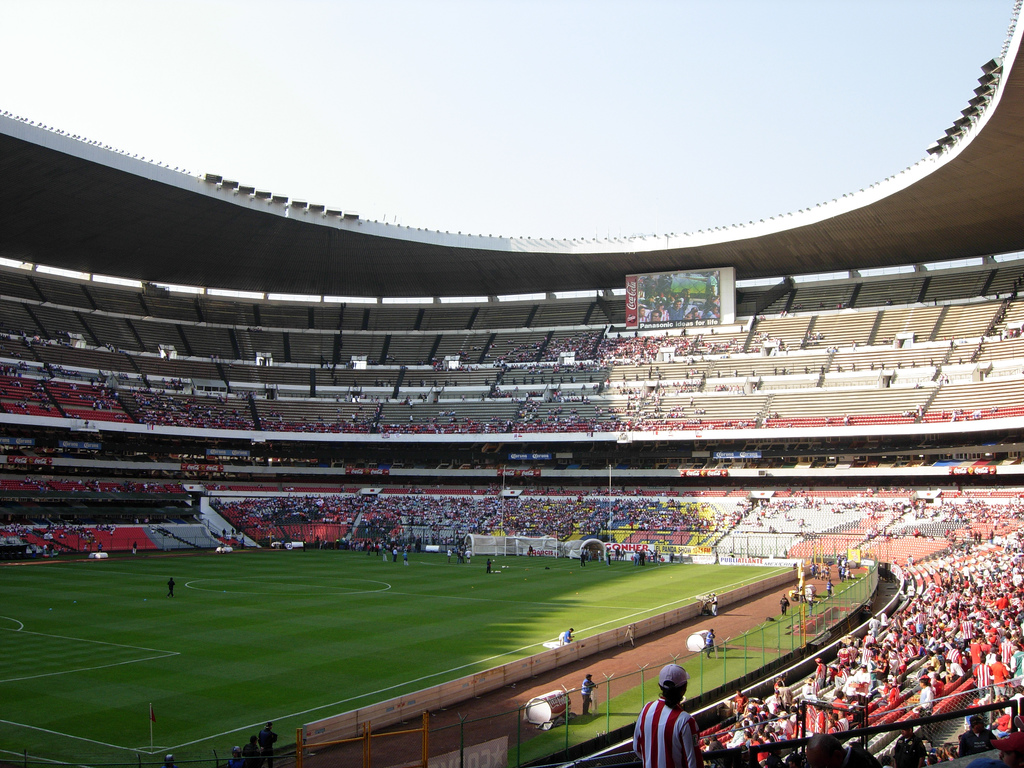
Стадион Ацтека — один из крупнейших в мире

Спорт в Мексике — представлен практически всеми видами спорта. Наиболее развиты футбол и бокс. В 1968 году в Мехико прошли XIX Летние Олимпийские игры.
Одним из самых известных спортсменов в истории Мексики является стайер Артуро Барриос. Обладал мировыми рекордами на дистанциях 10 000 и 20 000 метров, а также в часовом беге.
Также среди известных легкоатлетов:
- Ана Гевара — чемпионка мира 2003 года в беге на 400 м, серебряный призёр Олимпиады 2004 года.
- Мария Гонсалес — серебряный призёр Олимпиады 2016 года в ходьбе на 20 км.
- Ноэ Эрнандес — серебряный призёр Олимпиады 2000 года в ходьбе на 20 км.
- Кармелита Корреа — 4-кратная чемпионка Мексики в прыжках с шестом.

## Международные спортивные соревнования проходившие в Мексике
- Игры Центральной Америки и Карибского бассейна 1926
- Игры Центральной Америки и Карибского бассейна 1954
- Панамериканские игры 1955
- XIX Летние Олимпийские игры
- Чемпионат мира по дзюдо 1969
- Чемпионат мира по футболу 1970
- Панамериканские игры 1975
- Летняя Универсиада 1979
- Чемпионат мира по футболу 1986
- Игры Центральной Америки и Карибского бассейна 1990
- Кубок конфедераций 1999
- Чемпионат мира по шахматам 2007
- Панамериканские игры 2011
- Чемпионат мира по футболу среди юношеских команд 2011
- Чемпионат мира по тхэквондо 2013